# CK ŽP Šport AS Podbrezová
L'equip CK ŽP Šport AS Podbrezová (codi UCI: ZPS) va ser un equip ciclista eslovac. Va competir només el 2005 i va tenir categoria Continental.

## Principals victòries
- Gran Premi ciclista de Gemenc: Martin Prázdnovský (2005)
- Volta a Eslovàquia: Martin Prázdnovský (2005)
- Volta a Bulgària: Martin Prázdnovský (2005)

### Grans Voltes
- Tour de França
  - 0 participacions
- Giro d'Itàlia
  - 0 participacions
- Volta a Espanya
  - 0 participacions

## Classificacions UCI
L'equip participa en les proves dels circuits continentals i principalment en les curses del calendari de l'UCI Europa Tour.
UCI Europa Tour
| Temporada | Classificació per equips | Millor ciclista en la classificació individual |
| --------- | ------------------------ | ---------------------------------------------- |
| 2005      | 42è                      | Martin Pradznovsky (13è)                       |